# Safiur Rahman Mubarakpuri
Safī-ur-Rahmān Mubārakpūrī (Urdu صفي الرحمن مباركپوري DMG Ṣafī-ur-Raḥmān Mubārakpūrī, arabisch صفي الرحمن مباركفوري, DMG Ṣafī ar-Raḥmān Mubārakfūrī, geb. 6. Juni 1942 in Husainābād bei Mubārakpūr, Uttar Pradesh; gestorben 1. Dezember 2006) war ein indischer Autor, der durch sein Werk Der versiegelte Nektar (ar-Raḥīq al-Maḫtūm), eine Biografie des islamischen Propheten Mohammed, in der muslimischen Welt Ansehen und Bekanntheit erlangte.

## Leben
Mubārakpūrī begann unter der Aufsicht seines Großvaters Abul-Hudā ʿAbd al-Salām Mubārakpūrī und Onkels ʿAbd as-Samad b. Muhammad Akbar mit dem Studium des Koran. Anschließend studierte er am Islamischen Seminar Mubārakpūr des Gelehrten ʿAbd al-Rahmān b. ʿAbd al-Rahīm Mubārakpūrī, bevor er am Rahmāniyya-Seminar in Varanasi die al-Kutub as-Sitta und die Werke Ḥuǧǧat Allāh al-Bāliġa und al-Fauz al-Kabīr von Schāh Walī Allāh studierte. Darauf folgte Unterricht in Arabisch und Persisch an der Madrasa ʿArabīya Dar-ut-Talīm. Er wechselte 1954 zur Madrasa Ihyā-ul-ʿUlūm in Mubārakpūr. Zwei Jahre später unterrichtete er an der Madrasa Dschāmʿiyya Islāmiyya Faiz-e-ʿĀm in Maunath Bhanjan im Azamgarh Distrikt. Nach Abschluss seiner siebenjährigen Ausbildung, erreichte er den Fadilat-Grad und absolvierte weitere Prüfungen, um eine Anerkennung als Maulānā und ʿĀlim zu erhalten.
1962 ging er an die Islamische Universität Medina und studierte dort für drei Jahre. Das erste Jahr war ʿAbd al-ʿAzīz ibn Bāz sein Lehrer, im zweiten und dritten Jahr Muhammad Nāsir ad-Dīn al-Albānī. Nachdem er ein Zertifikat in Englisch erworben hatte, entsandte ihn ibn Bāz nach Harare, Simbabwe. Dort unterrichtete er von 1967 bis 1971. Anschließend kehrte er zu seinem Vater nach Indien zurück und unterstützte diesen bei der Fertigstellung von Werken. 1976 erhielt Mubārakpūrī seine Auszeichnung für sein Werk Der versiegelte Nektar (ar-Raḥīq al-Maḫtūm) von der Islamischen Weltliga in Pakistan. Im Anschluss wurde er selbst zur Lehre an die Islamische Universität Medina berufen, wo er bis 1985 am Institut für As-Sīra an-Nabawīya Kurse gab. Zuletzt wechselte er nach Riad, an die Dār al-Islām Bibliothek.
Mubārakpūrīs Biograph Abu Zayd betont, dass viele wichtige kontemporäre Hadīth-Gelehrte von Mubārakpūrī eine Idschāza erhalten hätten.

## Werke
Mubārakpūrī hat zahlreiche Werke in Arabisch und Urdu verfasst. Mehrere Bücher davon wurden in diverse Sprachen übersetzt. Auf islamhouse.com ist eine Übersicht seiner Werke in verschiedenen Sprachen aufrufbar. Eine Auswahl seiner bekanntesten Werke:
- ar-Raḥīq al-Maḫtūm. Deutsche Übersetzung
- Tarīḫ Makka al-Mukarrama (Urdu). Englischer Titel: History of Makkah Mukarramah. Deutsch: Geschichte der Stadt Mekka.

- Tarīḫ al-Madīna al-Munauwara (Urdu). Englischer Titel: History Of Madinah Munawwarah. Deutsch: Geschichte der Stadt Medina.

- Musilmān ʿAurat kā Parda aur Libās (Urdu). Deutsch: Schleier und Kleidung der islamischen Frau.

- Tafsir Ibn Kathir Abridged. Deutsch: Tafsīr von Ibn Kathīr gekürzt.